# Reinhart Lempp
Reinhart Lempp (* 21. Oktober 1923 in Esslingen am Neckar; † 20. Februar 2012 in Stuttgart) war ein deutscher Facharzt für Kinder- und Jugendpsychiatrie und Professor der Universität Tübingen. Er war Ehrendoktor der Pädagogischen Hochschule Ludwigsburg und ist als Verfasser zahlreicher wissenschaftlicher – nicht zuletzt als Bearbeiter des Kapitels „Kinder- und Jugendpsychiatrie“ in dem von Rainer Tölle herausgegebenen Springer-Lehrbuch Psychiatrie – wie auch einiger populärer Werke hervorgetreten. 

## Leben
Lempp veröffentlichte im Jahr 1968 in der Neuen Juristischen Wochenschrift einen Aufsatz, in dem er die Straffreiheit von „gewaltlosen“ sexuellen Handlungen von Erwachsenen an Kindern befürwortete. Er stellte in diesem Aufsatz unter anderem die Behauptung auf, dass die auf eine sexuelle Handlung zwischen Erwachsenen und Kindern folgenden polizeilichen und gerichtlichen Verfahren ein höheres Potential zur Traumatisierung des betroffenen Kindes hätten als die sexuellen Handlungen selbst. Des Weiteren hält er es für möglich, dass die sexuellen Handlungen für sich betrachtet überhaupt keine negativen Auswirkungen für das Kind haben. Lempp macht für den Wunsch nach Bestrafung von sexuellen Handlungen an Kindern eine repressive Sexualmoral, sprich die Abwertung von außerehelichen Beziehungen, mitverantwortlich. Er verkennt, dass aufgrund der Machtunterschiede zwischen Erwachsenen und Kindern per se nicht von „gewaltlosen“ Handlungen gesprochen werden kann, sondern sexuelle Handlungen zwischen Erwachsenen und Kindern aus sexualethischer Perspektive stets als missbräuchlich zu betrachten sind. Abschließend sollte erwähnt werden, dass diese Aussagen für einen leitenden Kinder- und Jugendpsychiater äußerst befremdlich wirken und nachträglich ein sehr schlechtes Licht auf seine Kompetenz zur Behandlung von Kindern und Jugendlichen werfen. Im Nachruf seines Fachkollegen Michael Günter aus dem Jahr 2012 werden Lempps Aussagen zur Schädlichkeit von sexuellen Handlungen von Erwachsenen an Kindern nicht erwähnt. Stattdessen wird die hohe fachliche Anerkennung betont, welche Lempp genoss.

## Veröffentlichungen (Auswahl)

### Fachliteratur
- Seelische Schädigung von Kindern als Opfer von gewaltlosen Sittlichkeitsdelikten. In: Neue Juristische Wochenschrift (NJW), Bd. 21 (1968), Nr. 49. Beck, München/Frankfurt 1968, S. 2265–2268
- Frühkindliche Hirnschädigung und Neurose. Habilitationsschrift Tübingen 1963. Huber, Bern 1964
- Eine Pathologie der psychischen Entwicklung. Huber, Bern 1967
- Lernerfolg und Schulversagen. Eine Kinder- und Jugendpsychiatrie für Pädagogen. Kösel, München 1971
- Psychosen im Kindes- und Jugendalter, eine Störung des Realitätsbezugs. Eine Theorie der Schizophrenie. Huber, Bern 1973
- Jugendliche Mörder. Eine Darstellung an 80 vollendeten und versuchten Tötungsdelikten von Jugendlichen und Heranwachsenden. Huber, Bern 1977
- Extrembelastung im Kindes- und Jugendalter. Über psychosoziale Spätfolgen nach nationalsozialistischer Verfolgung im Kindes- und Jugendalter anhand von Aktengutachten. Huber, Bern 1979
- Gerichtliche Kinder- und Jugendpsychiatrie. Ein Lehrbuch für Ärzte, Psychologen und Juristen. Huber, Bern 1983
- Vom Verlust der Fähigkeit, sich selbst zu betrachten. Eine entwicklungspsychologische Erklärung der Schizophrenie und des Autismus. Huber, Bern 1992, ISBN 3-456-82124-7.
- Die seelische Behinderung bei Kindern und Jugendlichen als Aufgabe der Jugendhilfe. Boorberg, Stuttgart 1994; 5. überarb. A. 2006, ISBN 3-415-03633-2.
- Das Kind im Menschen. Nebenrealitäten und Regression – oder: Warum wir nie erwachsen werden. Klett-Cotta, Stuttgart 2003, ISBN 3-608-94062-6.
- Nebenrealitäten. Jugendgewalt aus Zukunftsangst. Verlag für Polizeiwissenschaft, Frankfurt 2009, ISBN 978-3-86676-077-6.

### Populäre Literatur
- Kinder für Anfänger. Mit Zeichnungen von Loriot. Diogenes, Zürich 1968; Neuauflage 2007, ISBN 978-3-257-06584-8
- Eltern für Anfänger. Mit Zeichnungen von Loriot. Diogenes, Zürich 1973; Neuauflage 2007, ISBN 978-3-257-06583-1
- Die Ehescheidung und das Kind. Ein Ratgeber für Eltern. Kösel, München 1976
- Problemkinder. Ein Ratgeber für Eltern (mit Manfred Brauneiser). Kösel, München 1977
- Hat das Kind denn einen Hirnschaden? Ein Ratgeber. Kösel, München 1979
- Ist Erziehung Glückssache? Gespräche (mit Manfred Brauneiser). Kösel, München 1980
- Kinder unerwünscht. Anmerkungen eines Kinderpsychiaters. Diogenes, Zürich 1983
- Familie im Umbruch. Kösel, München 1986, ISBN 3-466-30281-1.
- Enkel für Anfänger. Mit Zeichnungen von Loriot. Diogenes, Zürich 1989; Neuauflage 2007, ISBN 978-3-257-06585-5
- Die autistische Gesellschaft. Geht die Verantwortlichkeit für andere verloren? Kösel, München 1996
- Kinder können nerven. Ein Handbuch für gestresste Eltern. Diogenes, Zürich 2006, ISBN 3-257-06502-7
- Generation 2.0 und die Kinder von morgen. Aus der Sicht eines Kinder- und Jugendpsychiaters. Schattauer, Stuttgart 2012, ISBN 978-3-79452-877-6

### Als Herausgeber
- Teilleistungs-Störungen im Kindesalter. Huber, Bern 1979
- Adoleszenz. Biologische, sozialpädagogische und jugendpsychiatrische Aspekte. Huber, Bern 1981
- Psychische Entwicklung und Schizophrenie. Die Schizophrenien als funktionelle Regressionen und Reaktionen. Huber, Bern 1984
- Kinder- und Jugendpsychiatrie – eine Bestandsaufnahme. Tagungsbericht. Rheinland, Pulheim 1985
- Ärzte sehen die Schule. Untersuchungen und Befunde aus psychiatrischer und pädagogisch-psychologischer Sicht. Beltz, Weinheim 1987
- Reifung und Ablösung. Das Generationsproblem und seine psychopathologischen Randformen in anthropologischer, psychoanalytischer, kinder- und jugendpsychiatrischer und gesellschaftlicher Sicht. Huber, Bern 1987
- Die Therapie der Psychosen im Kindes- und Jugendalter. Huber, Bern 1990
- Forensische Psychiatrie und Psychologie des Kindes- und Jugendalters. Steinkopff, Darmstadt 1999; 2. überarb. A. 2003, ISBN 3-7985-1385-6